# Chamblanc
Chamblanc är en kommun i departementet Côte-d'Or i regionen Bourgogne-Franche-Comté i östra Frankrike. Kommunen ligger i kantonen Seurre som tillhör arrondissementet Beaune. År 2022 hade Chamblanc 464 invånare.

## Befolkningsutveckling
Antalet invånare i kommunen Chamblanc
Referens:INSEE